# Apache Tapestry
Apache Tapestry（アパッチ・タペストリー）は、Apacheソフトウェア財団が配布しているJava Servlet製Webアプリケーションフレームワークである。当初はJakarta Projectにて開発されていたが、2006年にApacheのトップレベルプロジェクトに昇格した。
Apache Tapestryは、アクションをベースとした仕組みのApache Strutsとは競合する。TapestryはStrutsとは違い、コンポーネントベースであり、コード量が少なくて済む点が特徴である。またStrutsのようにJSPカスタムタグライブラリを覚えなおす必要がなく、必ずServlet/JSPを作成しなければならないということはなく、Javaやネットワークの知識がないウェブデザイナーでも簡単にJava製ウェブアプリケーションを作成できるという利点がある。

## 動作環境
Tapestryを動かすにはJava Platform, Standard Editionに加えてApache Tomcat等のWebコンテナが必要である。